# Anafalis

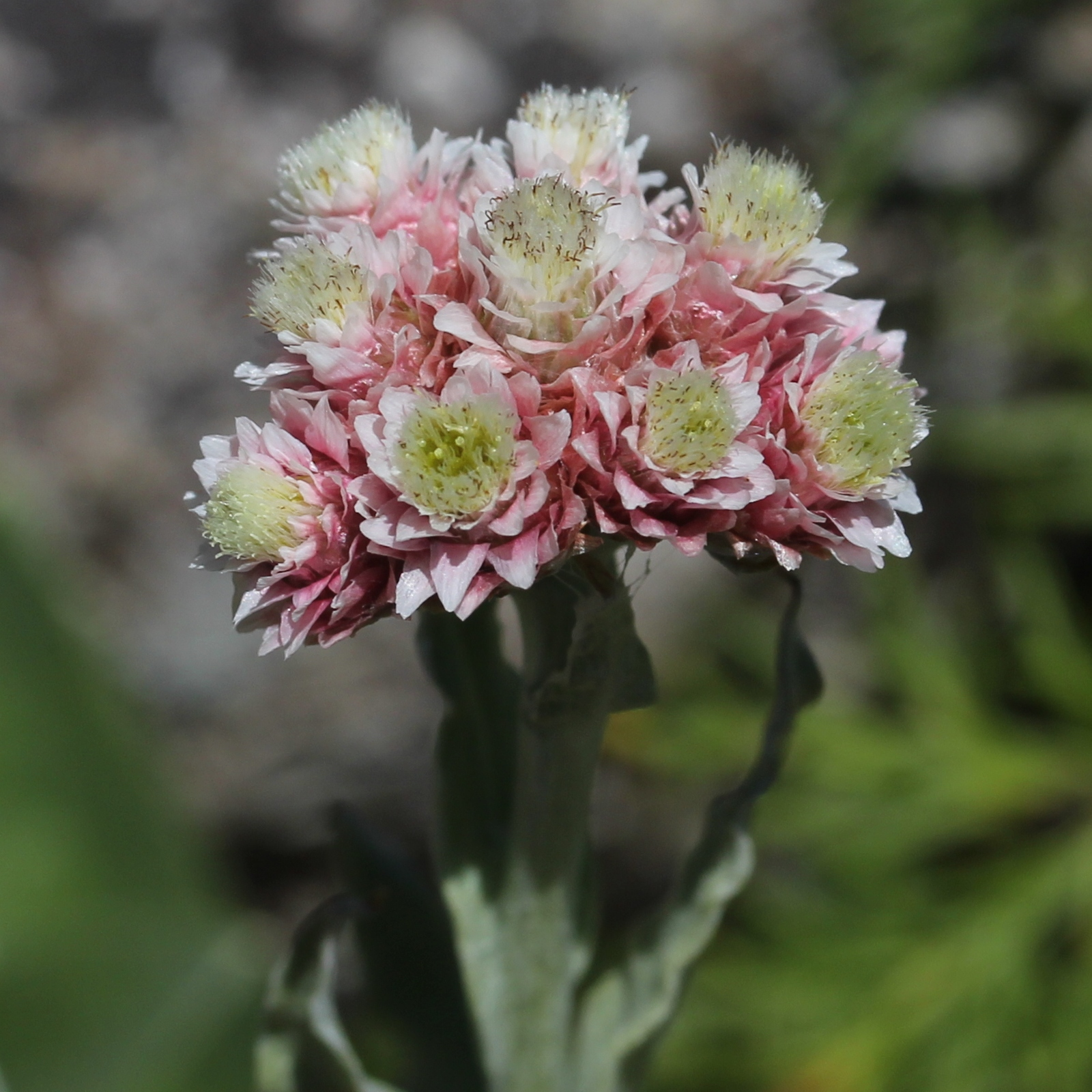
Anaphalis alpicola

Anafalis (Anaphalis DC.) – rodzaj roślin z rodziny astrowatych. Obejmuje ok. 110 gatunków. Występują głównie na półkuli północnej, zarówno na obszarach o umiarkowanym klimacie, jak i w tropikach na dużych wysokościach. Zasięg rodzaju obejmuje Amerykę Północną na północ od północnego Meksyku, Azję w jej części środkowej, południowej i wschodniej, poza tym Nową Gwineę i Chile. W strefie międzyzwrotnikowej rośliny te spotykane są na obszarach górskich. Rośliny introdukowane z tego rodzaju obecne są w Europie. W Polsce zadomowionym antropofitem jest anafalis perłowy A. margaritacea, poza nim uprawiane są także: anafalis trójnerwowy A. triplinervis, anafalis nepalski A. nepalensis. Rośliny te uprawiane jako rośliny ozdobne, zwykle na rabatach, ewentualnie na kwiat cięty. Rozmnaża się je z nasion lub przez podział. Liście anafalisa perłowego są jadalne po ugotowaniu.

## Morfologia
Byliny osiągające do ok. 1 m wysokości, zwykle biało owłosione, o wąskich, lancetowatych i całobrzegich liściach, często pokrytych włoskami. Kwiaty zebrane są w stosunkowo niewielkie koszyczki o łuskach okrywy błoniastych, białawych, dachówkowato ułożonych. Koszyczki z kwiatami męskimi i żeńskimi tworzą się zwykle na osobnych roślinach.

## Systematyka
Pozycja systematyczna według APweb (aktualizowany system APG IV z 2016)
Angiosperm Phylogeny Website adaptuje podział na podrodziny astrowatych (Asteraceae) opracowany przez Panero i Funk w 2002, z późniejszymi uzupełnieniami. Zgodnie z tym ujęciem rodzaj Anaphalis należy do plemienia Gnaphalieae (Cass.) Lecoq & Juillet, podrodziny Asteroideae (Juss.) Chev.
Wykaz gatunków
- Anaphalis acutifolia Hand.-Mazz.
- Anaphalis alpicola Makino
- Anaphalis arfakensis Mattf.
- Anaphalis aristata DC.

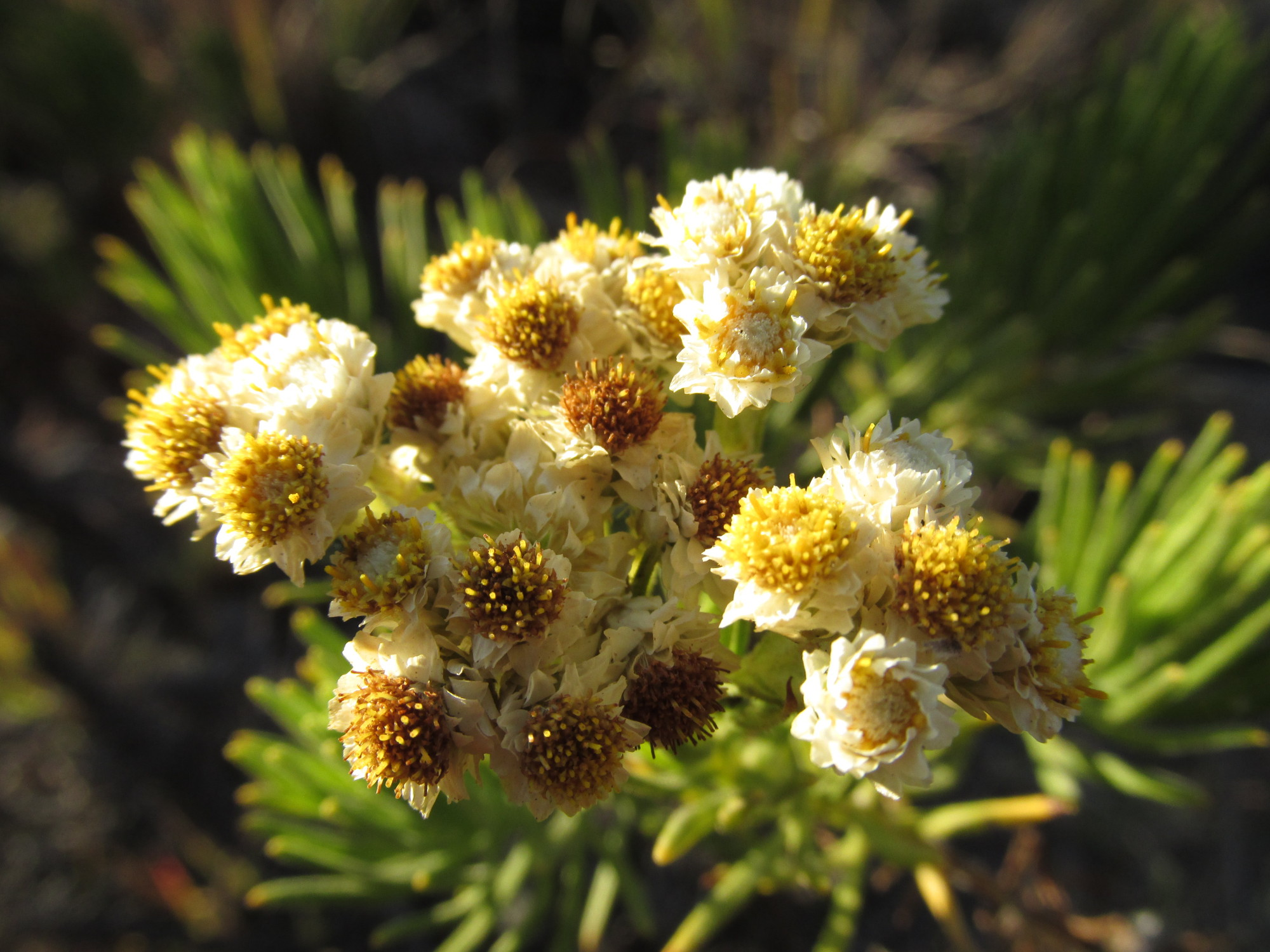
Anaphalis javanica

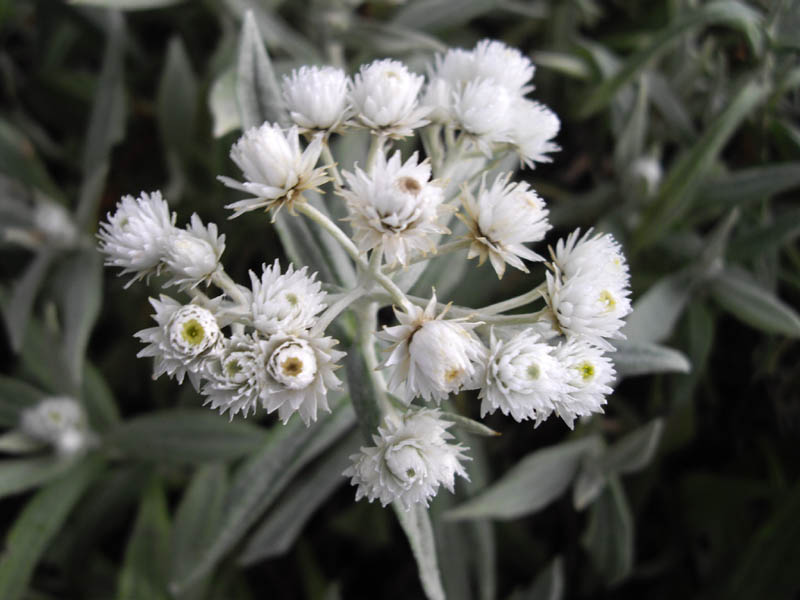
Anafalis trójnerwowy (Anaphalis triplinervis)

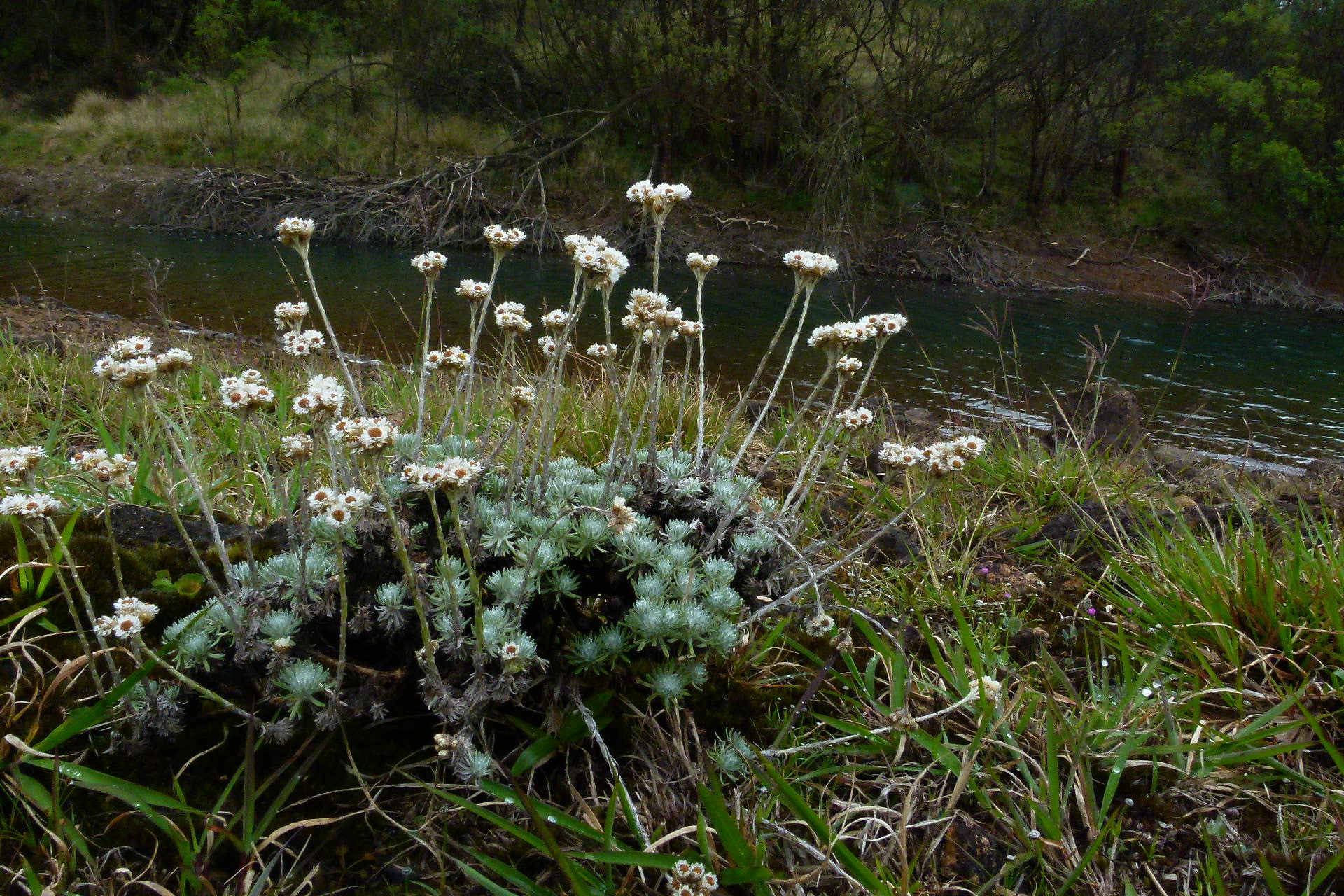
Anaphalis wightiana

- Anaphalis aureopunctata Lingelsh. & Borza
- Anaphalis barnesii C.E.C.Fisch.
- Anaphalis batangensis Y.L.Chen
- Anaphalis beddomei Hook.f.
- Anaphalis bicolor (Franch.) Diels
- Anaphalis boissieri Georgiadou
- Anaphalis bournei Fyson
- Anaphalis brevifolia DC.
- Anaphalis bulleyana (Jeffrey) C.C.Chang
- Anaphalis busua (Buch.-Ham.) DC.
- Anaphalis candollei Georgiadou
- Anaphalis cavei Chatterjee
- Anaphalis chilensis Reiche
- Anaphalis chitralensis Qaiser & Abid
- Anaphalis chlamydophylla Diels
- Anaphalis chungtienensis F.H.Chen
- Anaphalis cinerascens Y.Ling & W.Wang
- Anaphalis contorta (D.Don) Hook.f.
- Anaphalis contortiformis Hand.-Mazz.
- Anaphalis cooperi Grierson & Spring.
- Anaphalis corymbifera C.C.Chang
- Anaphalis darvasica Boriss.
- Anaphalis delavayi (Franch.) Diels
- Anaphalis depauperata Boriss.
- Anaphalis deserti J.R.Drumm.
- Anaphalis elegans Y.Ling
- Anaphalis elliptica DC.
- Anaphalis flaccida Y.Ling
- Anaphalis flavescens Hand.-Mazz.
- Anaphalis fruticosa Hook.f.
- Anaphalis garanica Boriss.
- Anaphalis gracilis Hand.-Mazz.
- Anaphalis griffithii Hook.f.
- Anaphalis hancockii Maxim.
- Anaphalis hellwigii Warb.
- Anaphalis himachalensis Aswal & Goel
- Anaphalis hondae Kitam.
- Anaphalis hookeri C.B.Clarke
- Anaphalis horaimontana Masam.
- Anaphalis hymenolepis Y.Ling
- Anaphalis javanica Sch.Bip.
- Anaphalis kashmiriana P.C.Pant, R.R.Rao & Arti Garg
- Anaphalis lactea Maxim.
- Anaphalis larium Hand.-Mazz.
- Anaphalis latialata Y.Ling & Y.L.Chen
- Anaphalis latifolia Kinzik. & Vainberg
- Anaphalis lawii Gamble
- Anaphalis leptophylla DC.
- Anaphalis likiangensis (Franch.) Y.Ling
- Anaphalis longifolia DC.
- Anaphalis lorentzii Lauterb.
- Anaphalis marcescens (Wight) C.B.Clarke
- Anaphalis margaritacea (L.) Benth. & Hook.f. – anafalis perłowy
- Anaphalis maxima (Kuntze) Steenis
- Anaphalis meeboldii W.W.Sm.
- Anaphalis morrisonicola Hayata
- Anaphalis muliensis (Hand.-Mazz.) Hand.-Mazz.
- Anaphalis nagasawae Hayata
- Anaphalis neelgerryana DC.
- Anaphalis nepalensis (Spreng.) Hand.-Mazz. – anafalis nepalski
- Anaphalis notoniana DC.
- Anaphalis nouhuysii Lauterb.
- Anaphalis oblonga DC.
- Anaphalis oxyphylla Y.Ling & Shih
- Anaphalis pachylaena F.H.Chen & Y.Ling
- Anaphalis pannosa Hand.-Mazz.
- Anaphalis patentifolia Rech.f.
- Anaphalis pelliculata Trimen
- Anaphalis plicata Kitam.
- Anaphalis porphyrolepis Y.Ling & Y.L.Chen
- Anaphalis pseudocinnamomea Grierson
- Anaphalis racemifera Franch.
- Anaphalis rhododactyla W.W.Sm.
- Anaphalis roseoalba Krasch.
- Anaphalis royleana DC.
- Anaphalis sarawschanica (C.Winkl.) B.Fedtsch.
- Anaphalis saxatilis Boerl.
- Anaphalis scopulosa Boriss.
- Anaphalis sinica Hance
- Anaphalis souliei Diels
- Anaphalis spodiophylla Y.Ling & Y.L.Chen
- Anaphalis staintonii Georgiadou
- Anaphalis stenocephala Y.Ling & Shih
- Anaphalis subdecurrens Gamble
- Anaphalis subtilis Kinzik. & Vainberg
- Anaphalis subumbellata C.B.Clarke
- Anaphalis suffruticosa Hand.-Mazz.
- Anaphalis sulphurea (Trimen) Grierson
- Anaphalis surculosa (Hand.-Mazz.) Hand.-Mazz.
- Anaphalis szechuanensis Y.Ling & Y.L.Chen
- Anaphalis tenuicaulis Boriss.
- Anaphalis thwaitesii C.B.Clarke
- Anaphalis tibetica Kitam.
- Anaphalis transnokoensis Sasaki
- Anaphalis travancorica W.W.Sm.
- Anaphalis triplinervis (Sims) Sims ex C.B.Clarke – anafalis trójnerwowy
- Anaphalis velutina Krasch.
- Anaphalis virens C.C.Chang
- Anaphalis virgata Thomson ex C.B.Clarke
- Anaphalis viridis H.A.Cummins
- Anaphalis viscida DC.
- Anaphalis wightiana DC.
- Anaphalis xylorhiza Sch.Bip. ex Hook.f.
- Anaphalis yangii Y.L.Chen & Y.L.Lin
- Anaphalis yunnanensis (Franch.) Diels
- Anaphalis zeylanica C.B.Clarke